# Ruja
«Ruja» — найвідоміший естонський рок-гурт. Існував з 1971 по 1988 роки. Лідер - Урмас Аландер. 

## Дискографія
- Ruja (EP) (1979)
- Ruja (LP) (1982)
- Kivi veereb (1987)
- Пусть будет все (1989)
- Must lind (1994)
- Need ei vaata tagasi... Osa 1 (1999)
- Need ei vaata tagasi... Osa 2 (1999)